# Kettil Karlsson Vasa
Kettil Karlsson Vasa (1434 – 1465. augusztus 11.) linköpingi püspök és Svédország kormányzója Jöns Bengtsson Oxenstiernával közösen 1465-ben.

## Élete
Kettil Karlsson 1434 körül született Karl Kristiernsson Vasa és Ebba Eriksdotter Krummedige gyermekeként. Egyházi pályára szánták a szülei és 1454-ben beiratkozott a rostocki egyetemre. Miután megszerezte a magiszteri fokozatot, egy ideig kanonokként szolgált Uppsalában, ahol unokatestvére, Jöns Bengtsson volt az érsek. Az érsek ajánlotta őt I. Keresztély király figyelmébe, aki nem sokkal a svédországi koronázása után Linköping püspökévé tette. Először csak segítővé nevezték ki az öreg püspök mellé, aki viszont hamarosan meghalt és a helyére Kettil Karlssont választották. Fiatal kora miatt azonban (csak 24 éves volt) a pápa vonakodott jóváhagyni a kinevezését, ezért Kettil kétszer is személyesen utazott el a pápai rezidenciára diszpenzációt kérni, amit 1459-ben végül megkapott és egy évvel később hivatalosan is beiktatták tisztségébe.
1463-ban Keresztély király és az uppsalai érsek konfliktusba keveredett; az érsek nem volt hajlandó beszedetni a megnövelt adókat, ezért a király fogságba vetette és Koppenhágába vitte. Kettil Karlsson az érsek többi rokonával egyetértésben fegyveres felkelésbe kezdett, hogy kikényszerítse annak szabadon bocsátását. A népszerűtlen király elleni lázadás gyorsan nőtt és több város elfoglalása után Stockholmot is ostrom alá vették. Időközben azonban Keresztély is megérkezett dánokból álló seregével és a felkelők visszavonultak erősítést gyűjteni.
1464. április 17-én a lázadók parasztserege döntő győzelmet aratott az előrenyomuló dánok fölött a harakeri ütközetben. A király menekülni kényszerült, Stockholmot pedig újra megostromolták. A győzedelmes felkelők trónfosztottnak nyilvánították Keresztélyt és visszahívták danzigi száműzetéséből VIII. Károlyt. Károly augusztusban visszatért, ám igen hamar konfliktusba került a Dániából időközben visszatérő Jöns érsekkel aki kiátkozta őt és sereget gyűjtött ellene. Kettil Karlsson ismét a rokona pártjára állt és a fölénybe került érseki párt miatt Károly ismét menekülni volt kénytelen az országból.
Ezután Kettil Karlsson és Jöns Bengtsson közösen kormányozták Svédországot, ámde nem sokáig. Alig hat hónappal később Kettil elkapta a pestist és 1465 augusztusában Stockholmban meghalt.

## Fordítás
- Ez a szócikk részben vagy egészben  a   Kettil Karlsson (Vasa) című svéd Wikipédia-szócikk ezen változatának fordításán alapul.  Az eredeti cikk szerkesztőit annak laptörténete sorolja fel. Ez a jelzés csupán a megfogalmazás eredetét és a szerzői jogokat jelzi, nem szolgál a cikkben szereplő információk forrásmegjelöléseként.